# نزة
قرية نزة هي إحدى القرى التابعة لمركز جهينة بمحافظة سوهاج في جمهورية مصر العربية. حسب إحصاءات سنة 2006، بلغ إجمالي السكان في نزة 10398 نسمة، منهم 5333 رجل و5065 امرأة.